# Investment Consulting
Investment Consulting bezeichnet die Beratung institutioneller und privater Anleger im Hinblick auf den gesamten Anlageprozess. Ähnlich wie die beiden Ursprungsbegriffe Investment und Consulting handelt es sich um ein deutsches Kunstwort, zusammengesetzt aus englisch: investment für „Investition“ und consulting für „Beratung“. Hingegen bezieht sich der deutsche Begriff „Investitionsberatung“ auf den Investitionsprozess in Unternehmen. Abzugrenzen ist der Begriff des Investment Consulting auch vom enger gefassten Begriff der Anlageberatung im Sinne des § 1 Abs. 1 des deutschen Kreditwesengesetzes (KWG). Bei diesen handelt es sich um eine enger gefasste Legaldefinition, die sich auf Empfehlungen von Geschäften mit bestimmten Finanzinstrumenten beschränkt und sich ausschließlich auf den deutschen Rechtsraum bezieht.

## Aufgaben
Im Detail umfasst der Begriff des Investment-Consulting die Beratung bei der Definition der Anlagestrategie (Asset- und Liability-Management), deren Umsetzung durch die Anlageorganisation, die Portfoliostruktur und die Auswahl von Vermögensverwaltern (Asset-Manager-Selection) sowie die Überwachung der Anlagetätigkeit (Investment-Controlling):
- Die Definition der Anlagestrategie umfasst die Formulierung der Anlageziele eines Investors, die Analyse der Risikofähigkeit, das Asset- und Liability-Management sowie die Festlegung der Asset-Allokation.
- Die Festlegung der Anlageorganisation bezieht sich auf Governance Fragen (bspw. bei Pensionskassen), die Definition von Aufbau- und Ablauforganisation, insbesondere des Anlageprozesses, sowie die Definition eines Anlagereglementes und der dazugehörigen Pflichtenhefte.
- Die Erarbeitung der Portfoliostruktur bezieht sich auf die Strukturierung eines Mandates, die Festlegung von Anlagerichtlinien und -instrumenten, eines Anlagestiles sowie die Definition einer Benchmark (bspw. eines Index).
- Die Selektion von Vermögensverwaltern beinhaltet die Ausschreibung, Evaluation, Vergabeempfehlung und Vertragsverhandlung von Vermögensverwaltungsmandaten.
- Schließlich integriert das Investment-Controlling die Analyse von Rendite und Risiko, die Überwachung der Einhaltung der Anlagerichtlinien, die Beurteilung des Vermögensverwalters, die Überwachung der Depotbank sowie einen Kosten- und Gebührenvergleich.

## Typologie
Der Markt für Investment Consulting lässt sich grob in zwei Segmente unterteilen:
- Investment Consulting durch Vermögensverwalter wie beispielsweise Banken. Hier übernimmt der Vermögensverwalter gleichzeitig Beraterfunktionen, beispielsweise indem eine Anlagestrategie erstellt wird. Diese Konstellation wird oftmals als problematisch erachtet. Kritiker sehen eine fehlende Unabhängigkeit gegenüber potenziellen Kunden sowie einen Interessenkonflikt, da der Berater gleichzeitig eigene Produkte anbietet.[2]
- Investment Consulting durch unabhängige Berater, die keine eigene Vermögensverwaltung oder Produkte in diesem Bereich anbieten und sich als „unabhängigen Gegenpol zur Vermögensverwaltungsindustrie“[2] verstehen. Die Entlohnung erfolgt hier in der Regel über einen Stundensatz. Die Berater sind wiederum in eigenen Dachverbänden organisiert, in der Schweiz bspw. in der SAICPF.[3] Überwiegend in angelsächsisch geprägten Ländern sind Investment Consultants im institutionellen Bereich verbreitet. Untersuchungen und eine Datenbank zu Investment Consultants stellt das IC Research Institute[4] zur Verfügung.

## Kosten
Zu den Kosten des Investment-Consultings gibt es unterschiedliche Schätzungen. So werden beispielsweise für die Schweiz die Kosten auf ca. 1,3 % der totalen Investitionskosten Schweizer Pensionskassen geschätzt.